# Tófű
Tófű là một thị trấn thuộc hạt Baranya, Hungary. Thị trấn này có diện tích 4,34 km², dân số năm 2010 là 122 người, mật độ 28 người/km².